# Jūband
Jūband (persiska: جوبند) är en ort i Iran.   Den ligger i provinsen Östazarbaijan, i den nordvästra delen av landet, 500 km nordväst om huvudstaden Teheran. Jūband ligger 1 761 meter över havet och antalet invånare är 196.
Terrängen runt Jūband är lite bergig, och sluttar söderut. Runt Jūband är det ganska glesbefolkat, med 27 invånare per kvadratkilometer. Närmaste större samhälle är Ahar, 15,8 km sydost om Jūband. Trakten runt Jūband består i huvudsak av gräsmarker.